# 貝烏日采

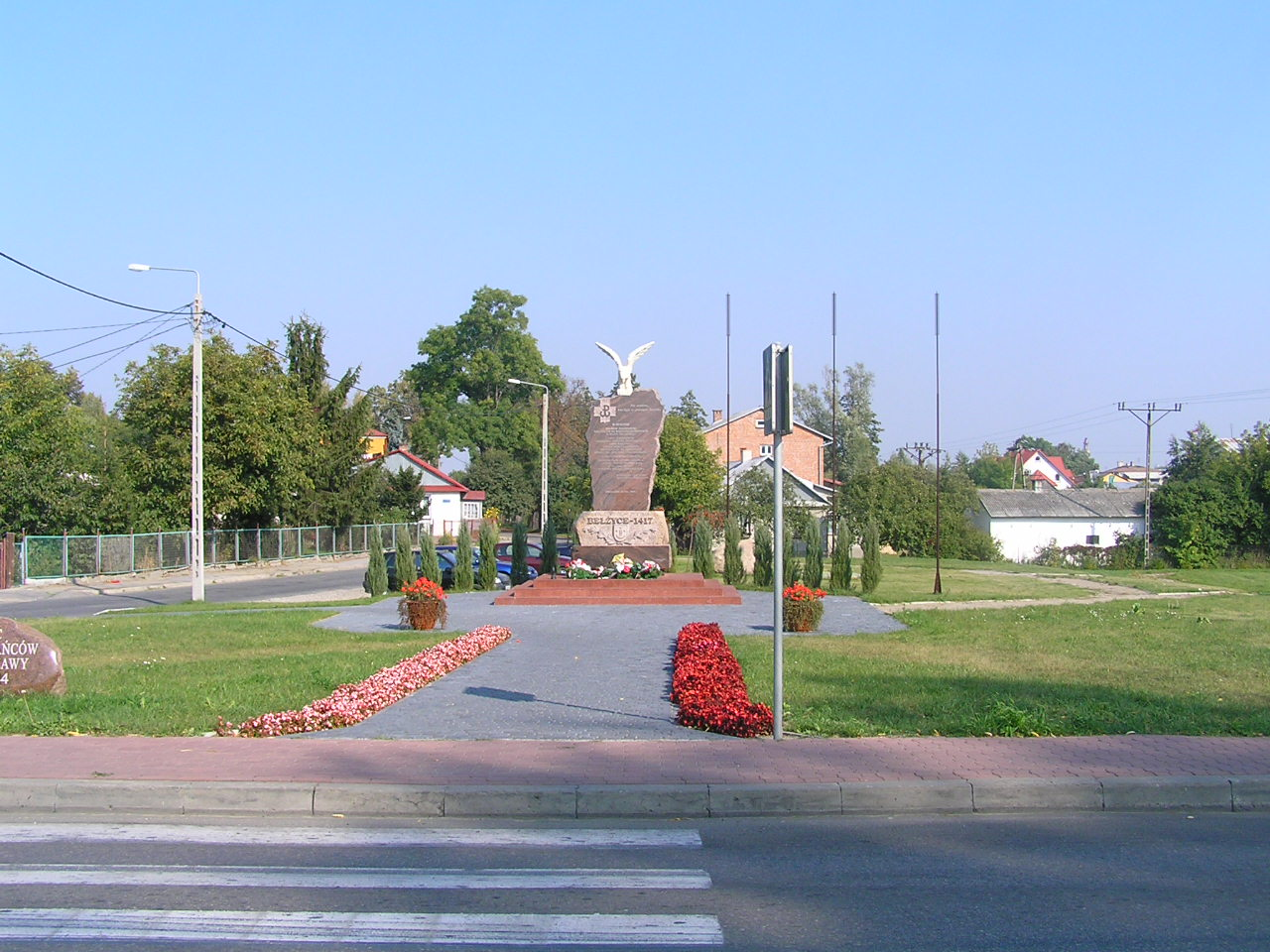

貝烏日采（[bɛu̯ˈʐɨt͡sɛ]  试听）是波蘭的城鎮，位於該國東部，距離首府盧布林20公里，由盧布林省負責管轄，面積23.46平方公里，海拔高度16米，鎮上的城鎮建於1417年，2006年人口7,054。

## 外部連結
- Official town website （页面存档备份，存于）
- Map from mapa.szukacz.pl （页面存档备份，存于）
- Satellite photo from Google Maps （页面存档备份，存于）

51°11′N 22°17′E / 51.183°N 22.283°E